# Chi-Raq
Chi-Raq è un film del 2015 scritto, diretto e prodotto da Spike Lee.
La pellicola si basa sulla commedia Lisistrata di Aristofane.
Si tratta del primo film originale distribuito dagli Amazon Studios, sezione di Amazon.

## Produzione
Le riprese del film iniziano nel maggio 2015 e terminano nel luglio successivo.

## Promozione
Il primo trailer del film viene diffuso il 3 novembre 2015.

## Distribuzione
La pellicola è stata distribuita nelle sale cinematografiche statunitensi, con distribuzione limitata, a partire dal 4 dicembre 2015, e verrà poi distribuita tramite Amazon Video successivamente.

### Divieto
Negli Stati Uniti, il film è stato vietato ai minori di 17 anni non accompagnati per la presenza di forti contenuti sessuali, nudità, violenza e uso di droghe.

## Riconoscimenti
- 2015 - NAACP Image Award[6]
  - Candidatura per la miglior attrice a Teyonah Parris
  - Candidatura per la miglior attrice non protagonista a Angela Bassett
  - Candidatura per la miglior attrice non protagonista a Jennifer Hudson
  - Candidatura per il miglior film indipendente
- 2015 - African-American Film Critics Association[7]
  - Miglior attrice a Teyonah Parris
  - Settimo miglior film dell'anno